# Preussiella kamerunensis
Preussiella kamerunensis är en tvåhjärtbladig växtart som beskrevs av Ernest Friedrich Gilg. Preussiella kamerunensis ingår i släktet Preussiella och familjen Melastomataceae. Inga underarter finns listade i Catalogue of Life.